# 浪强错
浪强错（藏語：གླང་བྱང་མཚོ，威利转写：glang byang mtsho，THL：Langjang Tso）位于中国西藏自治区日喀则地区聂拉木县境内，地处聂拉木县西北部，波绒乡东南7公里，喜马拉雅山北坡的断陷盆地内。湖面海拔4648米，面积28.4平方公里。湖区气候受印度洋暖湿气流影响，年均气温2℃左右，年均降水量300～400毫米。湖水主要靠冰雪融水补给。集水区面积209.6平方公里。